# Martap
Martap es una comuna camerunesa perteneciente al departamento de Vina de la región de Adamawa.
En 2005 tenía 24 815 habitantes.
Se ubica sobre la carretera D19, unos 60 km al suroeste de la capital regional Ngaoundéré. En su territorio se explotan yacimientos de bauxita.

## Localidades
Comprende, además de Martap, las siguientes localidades:
| - Anam - Bagarmi - Bali Issa - Bawa - Beka-Mangari - Belaka-Djouï - Birsock - Bobbodji - Djabe-Foulbe - Hangloa - Hore Mayanga - Hore-Bini - Hore-Mikaï - Koum-Kilba - Laoukobong - Lena-Dadi - Lewa - Likok - Likok-Kouba - Lissey - Lougga Mette | - Lougga-Tappadi - Madem - Mahoba (Djombi) - Makor-Samaki - Maloa - Mandourou - Matakoro - Mayo-Bana - Mbeoue - Mbissouna-Hore-Manang - Minim - Ngaounang - Paro - Soukourwo - Tchabbal-Haleo - Tekel - Toumbouroum - Wadjourou (Serobe-Djagol) - Wouro Lissey - Zaria I |